# Giorgio Ghisi

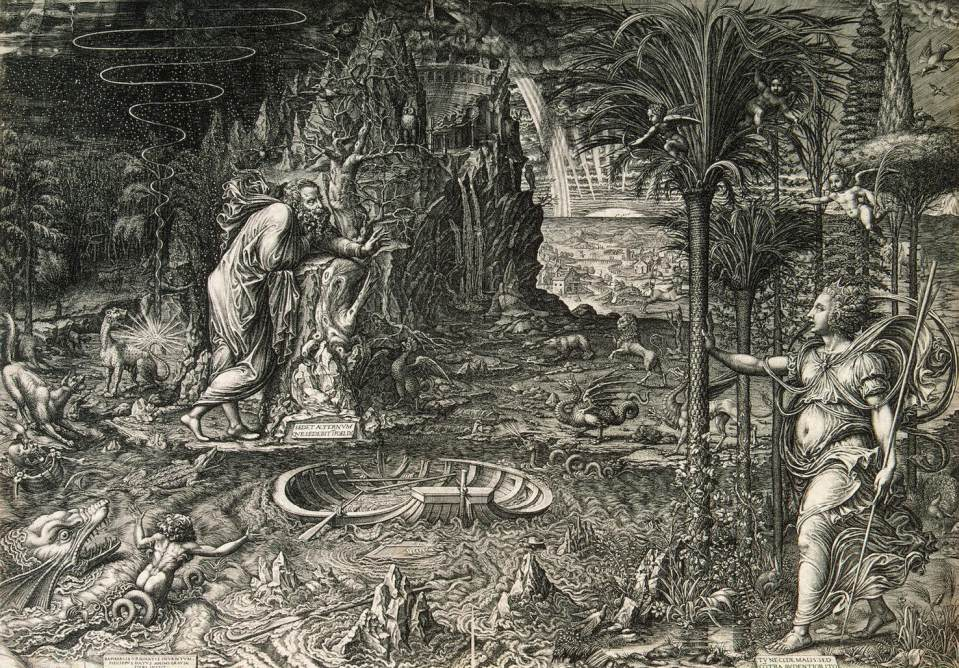
Allegorie des Lebens (sog. Traum des Raffael), Kupferstich von Giorgio Ghisi, 1562

Giorgio Ghisi (genannt Giorgio Mantovano, * 1520 in Mantua; † 15. Dezember 1582 ebenda) war ein italienischer Kupferstecher und Tausiator.
Sein Werk, etwa 70 meist großformatige Kupferstiche, ist gekennzeichnet durch eine sehr entwickelte Technik, die er zu manieristischer Formgebung verwendet. 
Die Ausbildung Giorgio Ghisis vermutet man im Umfeld Giulio Romanos und seiner Arbeiten für den Palazzo del Te in Mantua, speziell bei Giovanni Battista Scultori, der ihm die graphischen Techniken beigebracht haben dürfte. Bald nach 1540 entstanden Ghisis früheste (1543 erstmals datierte) Kupferstiche. 1546–49 arbeitete in Rom an Stichen nach Vorlagen dortiger Maler (Francesco Salviati, Perino del Vaga und Michelangelo). 1550 ging er nach Antwerpen, wo von Hieronymus Cock, den er in Rom kennengelernt hatte, vier wichtige Blätter gedruckt wurden, die den römischen Manierismus nachhaltig in die flämische Kunstszene vermittelten: Die Schule von Athen nach Raffael (1550), Das Letzte Abendmahl nach Lambert Lombard (1551), die Disputa nach Raffael (1552) und die Geburt Christi nach Agnolo Bronzino (1554). Umgekehrt wird Ghisi von der niederländischen Graphik angeregt, was besonders in seinen Landschaftselementen deutlich wird. Auch wird er selbst Mitglied der Antwerpener Lukasgilde.
1555/56 sowie zwischen 1558 und 1559 ist Ghisi in Paris und Fontainebleau, wo auch andere italienische Künstler unter Leitung von Francesco Primaticcio für den König tätig sind. Unter deren Einfluss wird seine Ikonographie allegorisch angereichert und komplexer, z. B. in der Allegorie des Lebens, dem sog. Traum des Raffael (1562). Zwischen 1562 und 1564 kehrte er nach Mantua zurück, dort reproduziert er in zehn Stichtafeln das Jüngste Gericht nach Michelangelo. Entstehungszeit und -ort der Sybillen und Propheten, ebenfalls nach Michelangelos Ausmalung der Sixtinischen Kapelle, ist dagegen umstritten.
1573 muss er in Paris gewesen sein, 1574/75 wieder in Rom (Schmerzensmann und Mariendarstellungen). Nach 1576 blieb er am Hof der Gonzaga in Mantua, wo er 1578 seinen letzten datierten Kupferstich herausgab. 
In die Antwerpener Zeit fallen Tauschierungsarbeiten auf damaszierten Prunkschilden, die Dekoration einer Schwertklinge ist 1570 datiert.